# 程虹
程 虹（てい こう、簡体字：程虹、英語: Cheng Hong、1957年11月21日 - ）は、中華人民共和国の翻訳家。李克強前国務院総理の妻である。首都経済貿易大学外国語学院教授。

## 経歴
1957年11月21日に河南省鄭州市に誕生した。原籍は山東省莒南県である。父の程金瑞は中国共産主義青年団の河南省委員会の副書記で、母の劉益清は新華社河南支社の記者である。1974年に鄭州市第七中学を卒業した。文化大革命末期の1974年より河南省郟県の広闊天地大有作為人民公社で知識青年として労働に従事。1977年、大学入試が回復した後、程虹は洛陽解放軍外国語学院（現在の中国人民解放軍戦略支援部隊信息工程大学）に合格。卒業後、清華大学にて研修を受ける。友達の紹介で、北京大学で勉強している李克強と知り合う。大学卒業後、程虹は北京経済学院（現在の首都経済貿易大学）外国語学部（現首都経済貿易大学外国語学院）で教鞭を執る。

## 著作
- 『遵命大臣』（春風文芸出版社、1991年、ISBN 9787531305101）
- 『死亡手術室』（香港博益出版集團有限公司、1995年、ISBN 9789621714381）
- 『校園秘史』（中国文聯出版公司、1995年、ISBN 9787505920941）
- 『達豪的歌――赫伯特·齊佩爾傳』（人民音楽出版社、1998年、合訳、ISBN 9787103016893）
- 『尋歸荒野』（三聯書店、2001年、系統介紹美国自然文学、ISBN 9787108015686）
- 『醒來的森林』（三聯書店、2004年、邀請人們研習鳥類学、ISBN 9787108019998）
- 『遙遠的房屋』（三聯書店、2007年、散文集、ISBN 9787108027696）
- 『心靈的慰藉』（三聯書店、2010年、一部非同尋常的地域与家族史、ISBN 9787108041142）